# Тарасов, Василий Николаевич
Василий Николаевич Тарасов (род. 17 марта 1965, Дондуковская) — российский юрист и государственный деятель, председатель Саратовского (2009—2017),Воронежского (2017—2024) и Ростовского (с 2024) областных судов. Кандидат юридических наук.

## Биография
Василий Николаевич Тарасов родился 17 марта 1965 года в станице Дондуковская республики Адыгея.
- 1985 год — 1987 год — срочная служба в Военно-морском флоте СССР.
- 1987 год — 1993 год — учёба на юридическом факультете Кубанского государственного университета.
- 1992 год — 1993 год — старший следователь в прокуратуре города Новороссийска.
- 1993 год — 1998 год — старший следователь, затем заместитель, первый заместитель межрайонного прокурора, межрайонный прокурор города Туапсе.
- 1998 год — 2008 год — председатель Туапсинского городского суда Краснодарского края[1][2].
- 2008 год — 2009 год — первый заместитель председателя Тульского областного суда[3].
- 2009 год — 2017 год — председатель Саратовского областного суда[4][5].
- 2015 год — защита диссертации на соискание учёной степени кандидата юридических наук на тему «Преемственность и традиции в российском гражданском судопроизводстве в 1864—1923 гг. : историко-правовое исследование».
- С октября 2017 года по сентябрь 2024 — председатель Воронежского областного суда[6].
- С 30 сентября 2024 года — председатель Ростовского областного суда.

Женат, имеет троих детей.

## Награды
- Почётная грамота Президента Российской Федерации (2014)[7]
- Почётная грамота Совета судей Российской Федерации[8]

## Некоторые публикации
- Тарасов В. Н. Преемственность и традиции в российском гражданском судопроизводстве в 1864—1923 гг.: историко-правовое исследование. Дисс. … канд. юрид. наук. — Краснодар, 2015. — 200 с.
- Тарасов В. Н. Судебная реформа 1864 года в Саратовской губернии: историко-правовой аспект // Вестник СГЮА : научный журнал. — 2014. — № 5 (100). — С. 27—31. — ISSN 2227-7315.
- Тарасов В. Н. Актуальные проблемы института суда присяжных на современном этапе // Судья : научный журнал. — 2016. — № 2 (62). — С. 45—50. — ISSN 1817-8170.
- Тарасов В. Н. К вопросу о новеллах, введённых судебными уставами 1864 года // Вестник СГЮА : научный журнал. — 2014. — № 6 (101). — С. 87—92. — ISSN 2227-7315.